# Андрагогија
Андрагогија је наука која проучава теорију и праксу учења и образовања одраслих. Термин андрагогија настао је од две речи — aner (andros), која значи „човек” (ген. „човека”) и речи ago (agein) која значи „водити” (ген. „водим”), што андрагогију одређује као науку о вођењу, односно васпитању и образовању одраслих људи (за разлику од педагогије која проучава образовање и васпитање деце).

## Дефиниција андрагогије
Постоји неколико различитих схватања андрагогије, од којих су најважније:
- Андрагогија као релативно самостална наука која проучава теорију и праксу образовања и учења одраслих.
- Андрагогија као теорија учења и образовања одраслих заснована на хуманистичким принципима.

У широј академској литератури андрагогија се неретко одређује и као приступ учењу, уметност учења одраслих, вештина поучавања одраслих, метод учења и поучавања и друго.
Поједини аутори термином андрагогија настоје да направе разлику између самоусмереног учења и образовања и традиционалног образовања (схваћеног као преношење знања с наставника на ученика).

## Историја андрагогије
Термин андрагогија изворно припада Александру Капу, немачком наставнику, који га је конструисао 1833. како би означио теорију односно дисциплину која проучава образовање одраслих. Тридесетих година ХХ века Розеншток актуализује овај термин и своју теорију образовања одраслих преноси на подручје Сједињених Америчких Држава. У Америци, заслуге за популаризацију андрагогије припадају Малкому Ноулсу. Он је своју теорију засновао на истицању разлике између андрагогије (грч. вођење одраслих) и педагогије (грч. вођење деце).
Ноулс је већ тада имао развијене идеје о образовању и учењу одраслих када је први пут чуо за термин „андрагогија”. То се десило 1966. када је Ноулс у Бостону упознао Душана Савићевића. Душан Савићевић је Ноулсу први пут указао на постојање термина андрагогије и објаснио му је коришћење овог термина у европском контексту. 1967. Ноулс је први пут употребио термин „андрогогије” (енг. andrоgogy) како би објаснио своју теорију образовања одраслих. Након консултовања са Мериам-Вебстер (Merriam-Webster) исправио је овај термин у „андрагогија” (енг. andragogy) и након тога наставио да га користи у овом облику.
Ноуслова теорија заснива се на шест претпоставки које су у вези са мотивацијом у учењу одраслих.
- Потреба за знањем: Одраслима је потребно да знају разлог због кога уче.
- Основа: Искуство представља основу за све образовне активности.
- Слика о себи (self-concept): Одрасли преузимају одговорност за своје учење; укључени су у планирање и евалуацију
- Спремност: Одрасли су у највећој мери заинтересовани за учење ствари које могу одмах да примене, односно које су релевантне са аспекта њиховог живота и рада.
- Оријентација: Учење одраслих је усмерено на решавање проблема, пре него на садржај.
- Мотивација: Одрасли боље уче када су подстакнути унутрашњом мотивацијом, него спољашњом.

## Историја проучавања андрагогије као науке на Филозофском факултету у Београду
Вићентије Ракић је први који је у Србији, и то на Филозофском факултету у Београду, држао универзитетске курсеве из области образовања одраслих (Начела народног образовања 1934). У том тренутку поред Универзитета у Београду такве курсеве имају само Универзитети у Нотингаму, Лајпцигу и Варшави.
Први доктор андрагогије на Балкану био је проф др. Боривој Самоловчев који је на Катедри за педагогију предавао Теорију образовања одраслих од 1963. до 1970. године.
Студијска група (Катедра) за андрагогију настала је из истоименог смера на Одељењу за педагогију 1979. године. Први предавачи на Катедри за андрагогију били су професор др. Душан Савићевић и његова два тадашња асистента, а касније редовна професора, др Ранко Булатовић и др Нада Качавенда Радић. Временом Катедра за андрагогију се ширила и развијала и на њој тренутно ради 6 редовних професора, 1 ванредни професор, 5 доцената и 6 асистената.

### Институт за педагогију и андрагогију
Институт за педагогију и андрагогију основан је 1983. године као посебна научна јединица при Одељењу за педагогију и андрагогију, односно у оквиру Филозофског факултета Универзитета у Београду. На Институту је тренутно ангажовано 46 истраживача, углавном из редова наставника и сарадника запослених на Одељењу за педагогију и андрагогију као и 5 студената докторских студија као истраживача-приправника.
На институту је од његовог оснивања до 2017. успешно реализовано 25 научно истраживачких пројеката финансираних од Министарства просвете и науке као и пројеката у сарадњи са другим партнерским организацијама (УНИЦЕФ, Институт за отворено друштво, Универзитет у Београду), а током 2017. године су се реализовала 3 пројекта: Модели процењивања и стратегије за унапређење квалитета образовања у Србији (Министарством просвете, науке и технолошког развоја); Пилотирање нацрта основа програма предшколског васпитања и образовања — Године Узлета (УНИЦЕФ и МПНТР); Програми стручног усавршавања за стицање статуса јавно признатог организатора активности образовања одраслих.

## Андрагошке дисциплине
1. Општа андрагогија — проучава социјално-филозофске оквире образовања и
учења одраслих, односно тумачи смисао, функције и циљеве образовања
одраслих; испитује образовне потребе код одраслих и путеве њиховог
утврђивања, природу партиципације одраслих у процесима образовања и
теоријске концепције образовања одраслих;
2. Андрагошка дидактика — проучава законитости и особености наставе
намењене одраслима, наставне системе, садржај наставе, обликовање плана и
програма за одрасле, методе образовања одраслих, организацију и остваривање
наставе и испита у настави за одрасле, праћење и евалуацију, као и проблем
остваривања самообразовања и самоучења;
3. Историја андрагогије — бави се образовањем и васпитањем одраслих у
прошлости, односно проучава настанак и развој првих идеја о образовању и
учењу одраслих, обухватајући поједине мислиоце, али, и колективне напоре
социјалних класа или друштвених група одређених историјских епоха. Може се
поделити на општу историју андрагошких идеја и историју андрагогије у
оквиру једне земље (национална);
4. Компаративна андрагогија — упоредно анализира системе образовања и учења
одраслих у два или више друштава са намером да установи сличности и разлике
међу њима. Њен предмет проучавања се не ограничава на савремене системе
образовања, већ се може односити на све феномене образовања и учења.
Садржаји компаративне андрагије битно доприносе проширивању видика и
критичком вредновању властитог доприноса и доприноса других образовних
система;
5. Андрагогија рада — проучава проблеме образовања и учења одраслих у
условима рада, у радној средини, као и у установама образовања и васпитања
које припремају људе за рад. Посебну пажњу поклања узајамном утицају
садржаја рада и садржаја образовања, као и проблемима континуираног
професионалног образовања, које постаје све потребније услед процеса
застаревања знања;
6. Социјална андрагогија — проучава образовање и васпитање одраслих
смештених у установама социјалног старења и здравствене заштите. Бави се
проучавањем различитих социјалних ситуација, као што су оне повезане са
браком, непотпуном породицом, заштитом менталног и физичког здравља,
разумевањем појединих задатака са којима се човек сусреће у различитим
фазама живота (са нагласком на старо доба) итд.
7. Андрагогија трећег доба — анализира образовање и васпитање старих особа,
како би срећније и садржајније проживели старост. Идеју о конституисању ове
андрагошке дисциплине први подстиче југословенски аутор Р. Булатовић који је
назива геронтагогија и разликује је од геронтологије, као опште науке о старости и старењу.
Иако је последњих деценија накупљено довољно истраживачког материјала да се прихвати теза о потреби конституисања нове андрагошке дисциплине у овој области, њено уобличавање је и даље у процесу.
8. Војна андрагогија — проучава све проблеме и законитости образовања и
васпитања одраслих у условима армијског живота, специфичности облика,
метода и организације образовно-васпитног рада у армији. Обухвата процесе
оспособљавања припадника армије за оружану борбу, оспособљавање грађана
за одбрану земље, школовање и континуирано професионално усаврђавање
старешина, деловање свих облика културних активности у условима армијског
живота и др.;
9. Пенолошка андрагогија — једна од најмлађих андрагошких дисциплина која
проучава проблеме образовања и учења одраслих који су се огрешили о
друштвене норме, прекршили закон и налазе се у поправним установама. Она
садржи теоријске основе и разраду праксе њиховог преваспитања, васпитања и
образовања, која се јављају у функцији ресоцијализације и поновног лакшег
укључивања у живот и рад у условима нормалне социјалне средине.
10. Породична андрагогија — проучава проблем образовања и васпитања одраслих
за живот у породици, као што је припрема за брак, динамика брачног живота и
живота у породици, интеракција утицаја породице и других социјалних
установа (посебно школа);
11. Андрагогија слободног времена — истражује специфичности образовања и
васпитања одраслих у слободном времену и за слободно време обухватајући
различите области почев од спорта и рекреације до различитих врста игара и
стваралаштва, путовања и образовања и културе у оквиру туристичке понуде. С
обзиром на чињеницу да се највише организованог образовања дешава у
слободно време, као и да живимо у условима повећања слободног времена,
очекује се битно проширење ове андрагошке дисциплине у наредном периоду;
12. Андрагогија масовних комуникација — утврђује потребе и могућности
образовања и васпитања одраслих путем масовних медија и средстава модерне
комуникације у условима убрзаног развоја технологије и повећаних могућности
њене примене у образовању (нпр. самообразовање одраслих);
13. Методологија андрагошких истраживања — бави се проучавањем метода и
техника андрагошког истраживања и њиховом применом у истраживању
појединих андрагошких проблема. Имајући у виду особене методолошке
карактеристике и широке истраживачке оквире андрагогије, методологија
андрагошких истраживања има посебан значај у научном утемељавању
андрагогије.
14. Посебне методике — конституишу се на основу подручја образовања одраслих
(методика основног образовања одраслих и др.);
15. Футуролошка андрагогија — бави се будућношћу образовања одраслих, што у
условима убрзаних демографских, социјалних и научно-технолошких промена
има посебан значај и
16. Андрагошка психологија — проучава психолошке димензије образовања,
наставе и учења и своја истраживања усмерава на могућности и особености
учења и образовања одраслих у појединим периодима човековог живота,
мотивациону основу за учење итд. Иако постоји неслагање о томе да ли је ово
психолошка или андрагошка дисциплина, знања која генерише ова дисциплина
припадају научном фонду знања из андрагогије, па самим тим улази у научну
структуру андрагогије.
| Претпоставке          | Педагогија                           | Андрагогија                      |
| Слика о себи          | зависност                            | самоусмереност                   |
| Искуство              | мало вредно                          | ученици су богат извор за учење  |
| Готовост              | биолошки развој и социјални притисак | развојни задаци, социјалне улоге |
| Временска перспектива | одложена примена                     | непосредна примена               |
| Оријентација у учењу  | усмереност на предмет                | усмереност на проблем            |